# Шарите

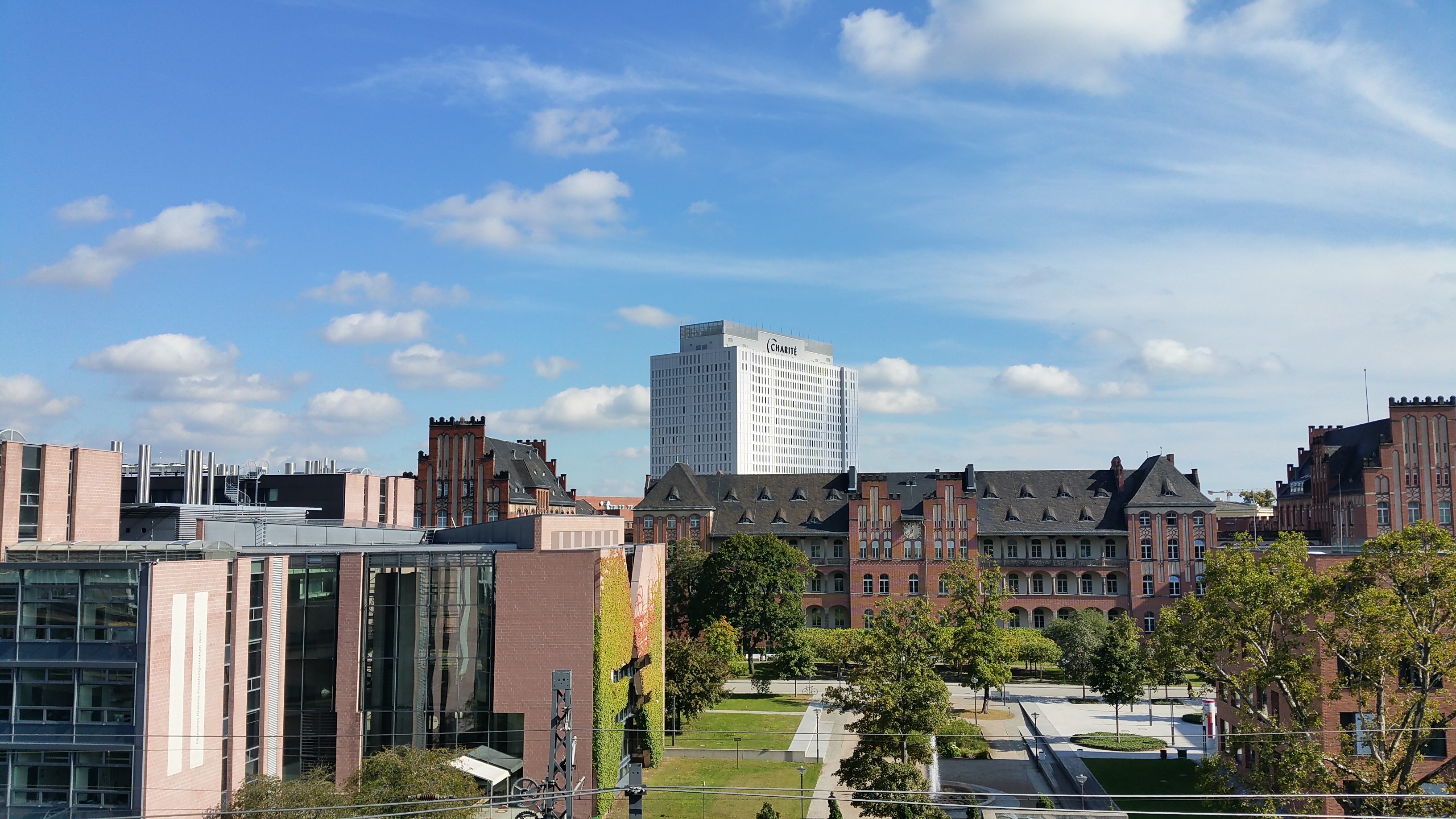
Исторические и современные здания в Кампус Шарите Митте (CCM)

Расположение четырёх кампусов Шарите в Берлине

Шарите́ (Charité в переводе с фр. — «любовь к ближнему, милосердие») — университетский медицинский комплекс, расположенный в четырёх районах Берлина: Митте, Лихтерфельде, Веддинг и Бух. Клиника относится к старейшим традиционным медицинским учреждениям Германии. Одновременно она является одной из старейших университетских клиник Европы.
Шарите — одна из крупнейших больниц в Европе.

## История
Шарите была основана 14 ноября 1709 королём Фридрихом Вильгельмом I как реакция на Великую Чуму (во время Северной войны). В 1710 году началось строительство зданий клиники. Клиника располагалась около Берлина, но поскольку эпидемия так и не дошла до Берлина, Шарите никогда не использовалась как чумной лазарет. Поэтому здание клиники первоначально служило спиннхаусом («прядильным домом») — тюрьмой для бедных, нищих женщин, обвинявшихся в попрошайничестве и проституции.
9 января 1727 года король Фридрих Вильгельм I («солдатский король») приказал преобразовать больницу в гражданскую и называть её Шарите. Первым директором был личный врач короля Иоганн Теодор Эллер (1689—1760).
В последующие годы были построены новые здания для обеспечения снабжения больниц: было построено кухонное здание со столовой, которая также служила церковью, а также пекарней и пивоварней.
Первоначально больница представляла собой квадратное двухэтажное здание длиной 48 метров, в котором сотрудники больницы жили на первом этаже, а больные, раздельно мужчины и женщины, на верхнем этаже. В 1713 году также был открыт Анатомический театр, а в 1724 году с ним основан Медико-хирургический колледж. В 1785—1800 годах достроены новые здания, и с 1800 года из-за изменения городских стен, клиника оказалась в городской зоне Берлина.
Больница, которая стала независимой с середины XVIII века, произвела важную медицинскую школу, стала чистой больницей в конце XVIII века, что сделало её противовесом спекулятивно-романтическому направлению немецкой медицины того времени.
В 1930-е годы она имела тесные связи с НСДАП. Многие высокопоставленные врачи участвовали в преступлениях против человечества. Георг Бессау, заведующий педиатрическим отделением Шарите, в 1942 году испытал вакцины на людях с ограниченными возможностями.
С 2003 года медицинские факультеты Университета Гумбольдта и Свободного университета были объединены под названием Charité — Universitätsmedizin Berlin.
С 19 ноября 2019 года действует в качестве института Берлинского университетского альянса (куда входят Берлинский университет имени Гумбольдта, Свободный университет Берлина и Берлинский технический университет).

## Современный комплекс

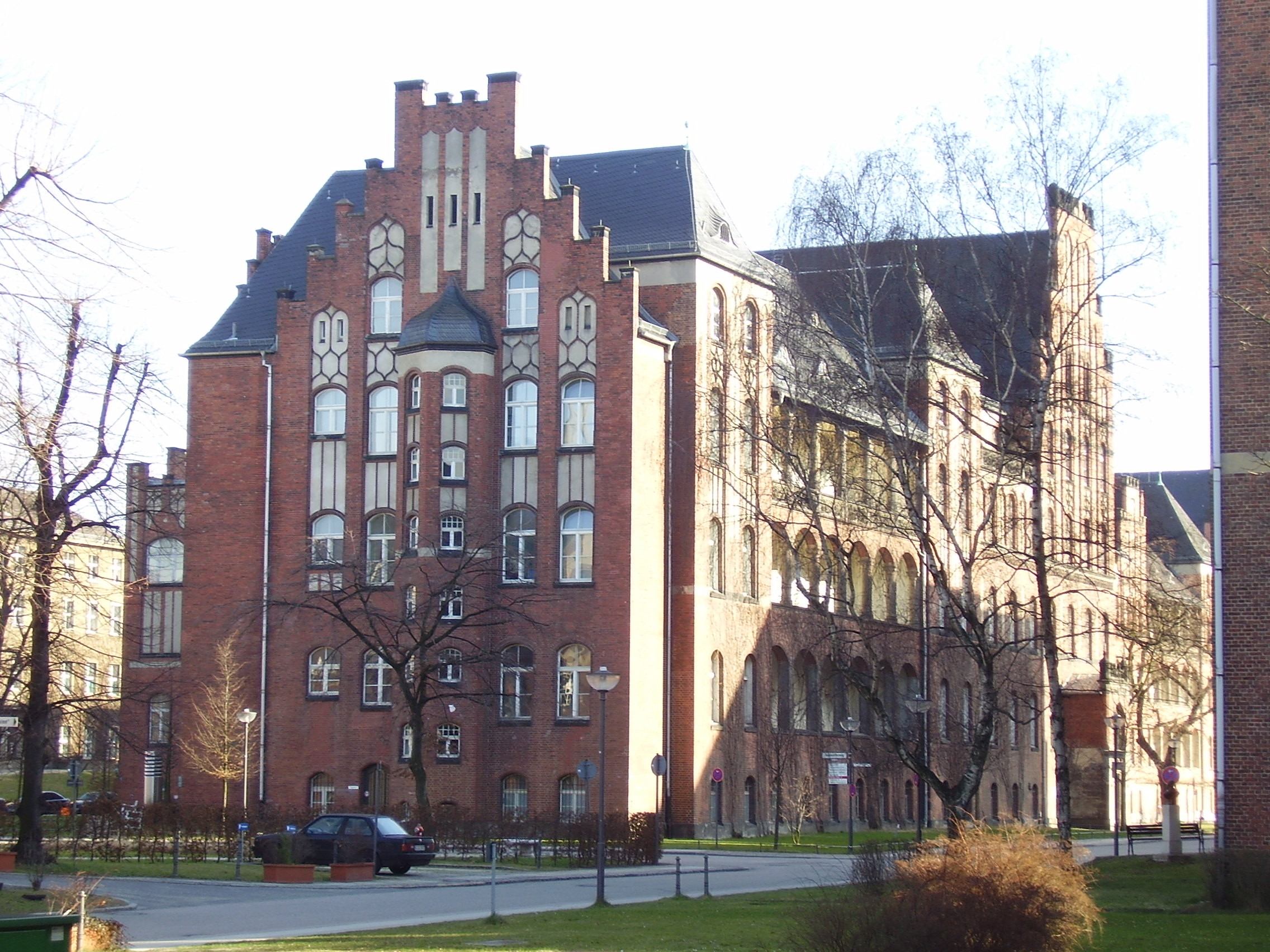
Одно из старинных зданий клиники

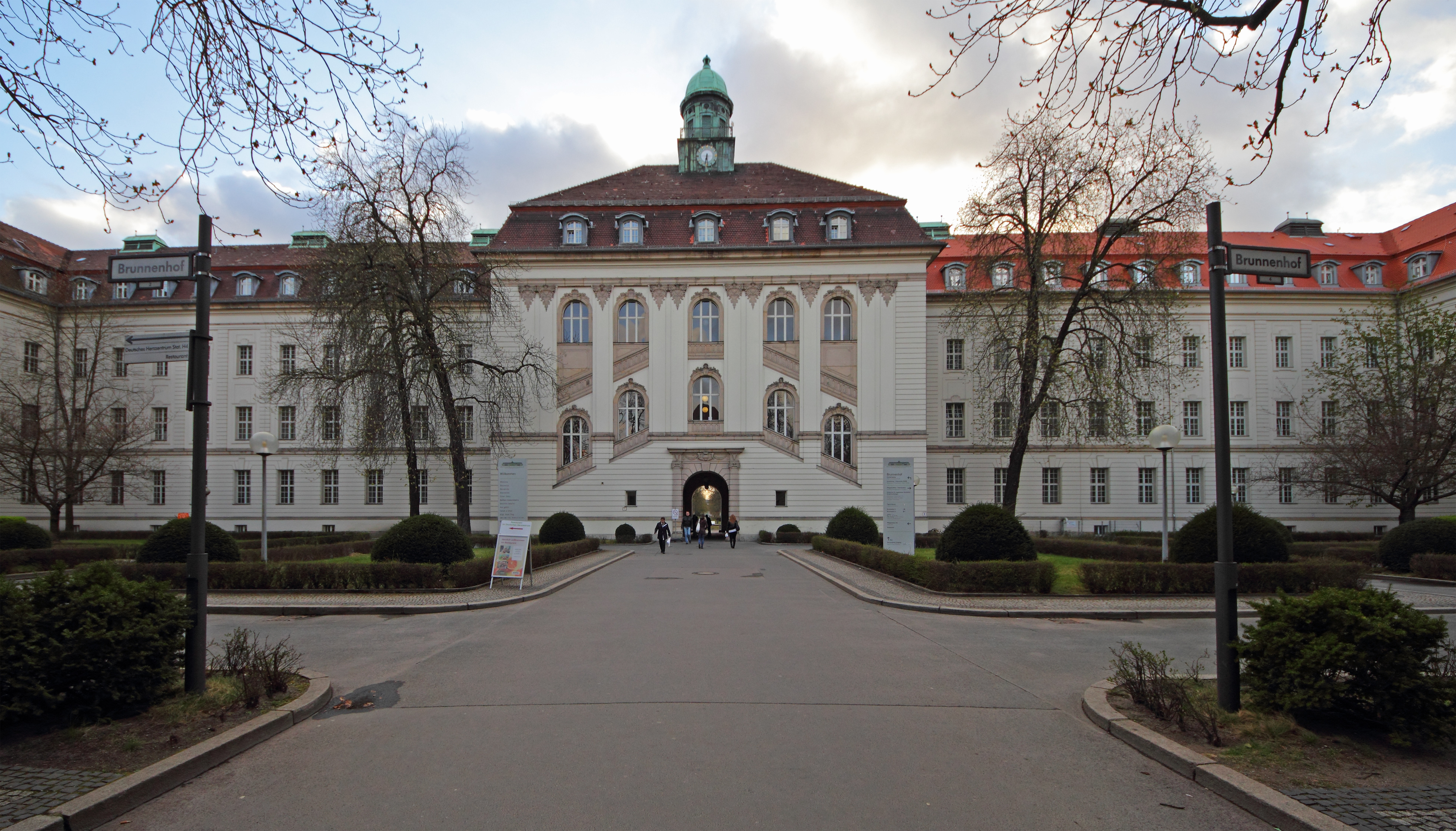
Кампус Вирхов Клиникум (CVK), Немецкий кардиологический центр в Берлине (Deutsches Herzzentrum Berlin)

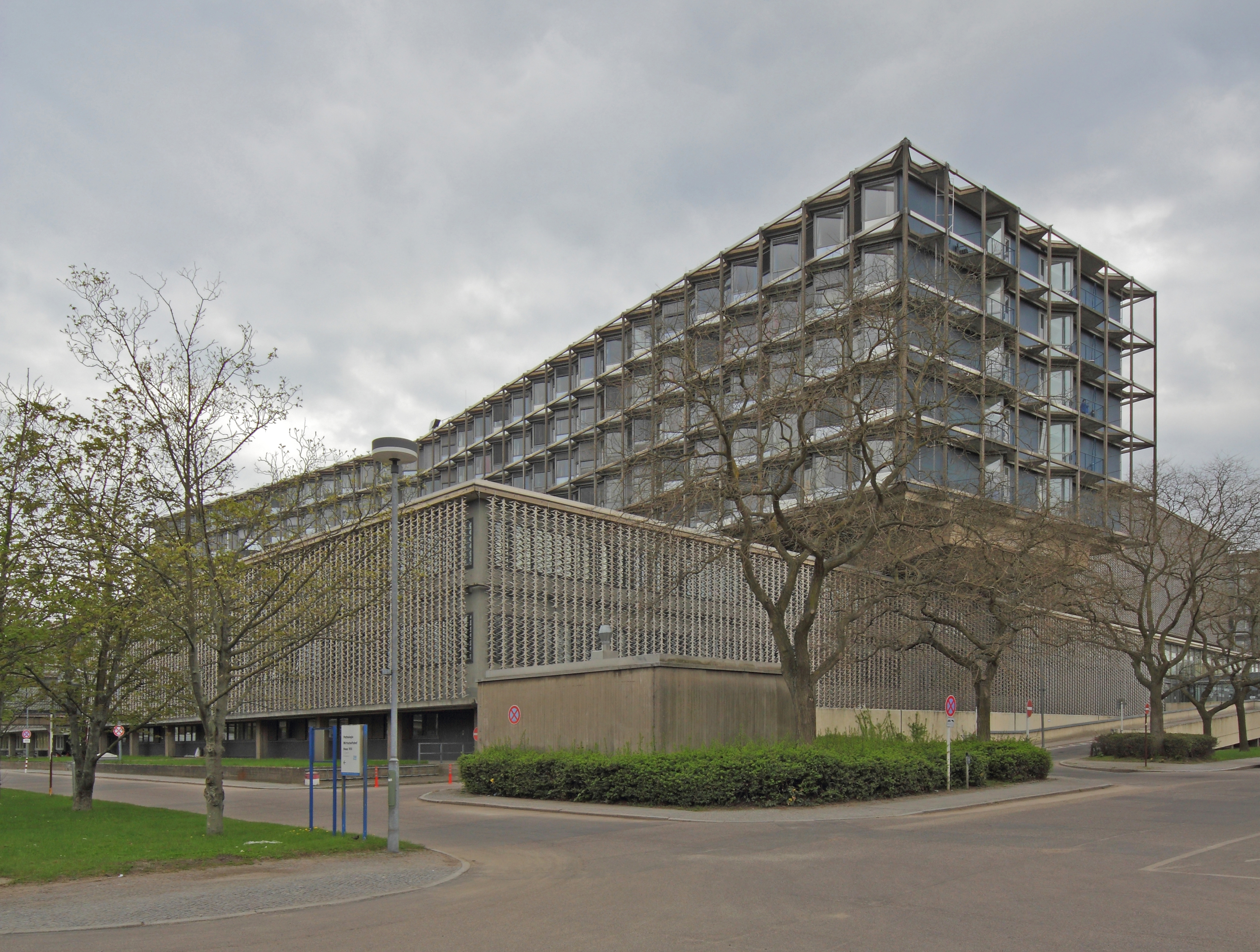
Кампус Бенджамина Франклина (CBF)

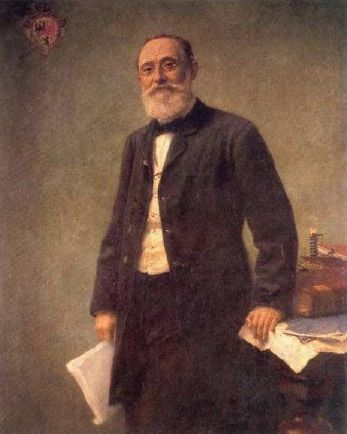
Рудольф Вирхов работы Гуго Фогеля

Шарите состоит из более чем ста клиник и институтов, объединённых в 17 «Шарите»-центров. Общее число сотрудников «Шарите» — 10,4 тыс., оборот около одного миллиарда евро в год. Клиника принимает 128 тыс. пациентов в год в своих стационарах и почти 1 миллион амбулаторно.
Здесь проводится лечение больных с разнообразными заболеваниями, исследования, обучение врачей и учёных на международном уровне. Более половины немецких нобелевских стипендиатов по медицине и психологии ведут свою работу в «Шарите».
С января 2014 года в клинике «Шарите» используется робот-хирург системы «da Vinci» последнего поколения. Робот предназначен для минимально инвазивной хирургии грудной клетки, брюшной полости и таза.